# Budynek szkoły ewangelickiej w Katowicach-Giszowcu
Budynek szkoły ewangelickiej w Katowicach-Giszowcu – zabytkowy budynek w katowickiej dzielnicy Giszowiec, położony przy ulicy Działkowej 32, powstały wraz z budową osiedla patronackiego Giszowiec. 
Został on zaprojektowany przez Georga i Emila Zillmannów. W budynku tym pierwotnie na parterze znajdowały się trzy sale szkolne przeznaczone dla dzieci wyznania ewangelickiego oraz kaplica do nabożeństw, natomiast na poddaszu zagospodarowano dwa mieszkania dla nauczycieli. Toaleta znajdowała się poza szkołą, w osobnym budynku.

## Historia

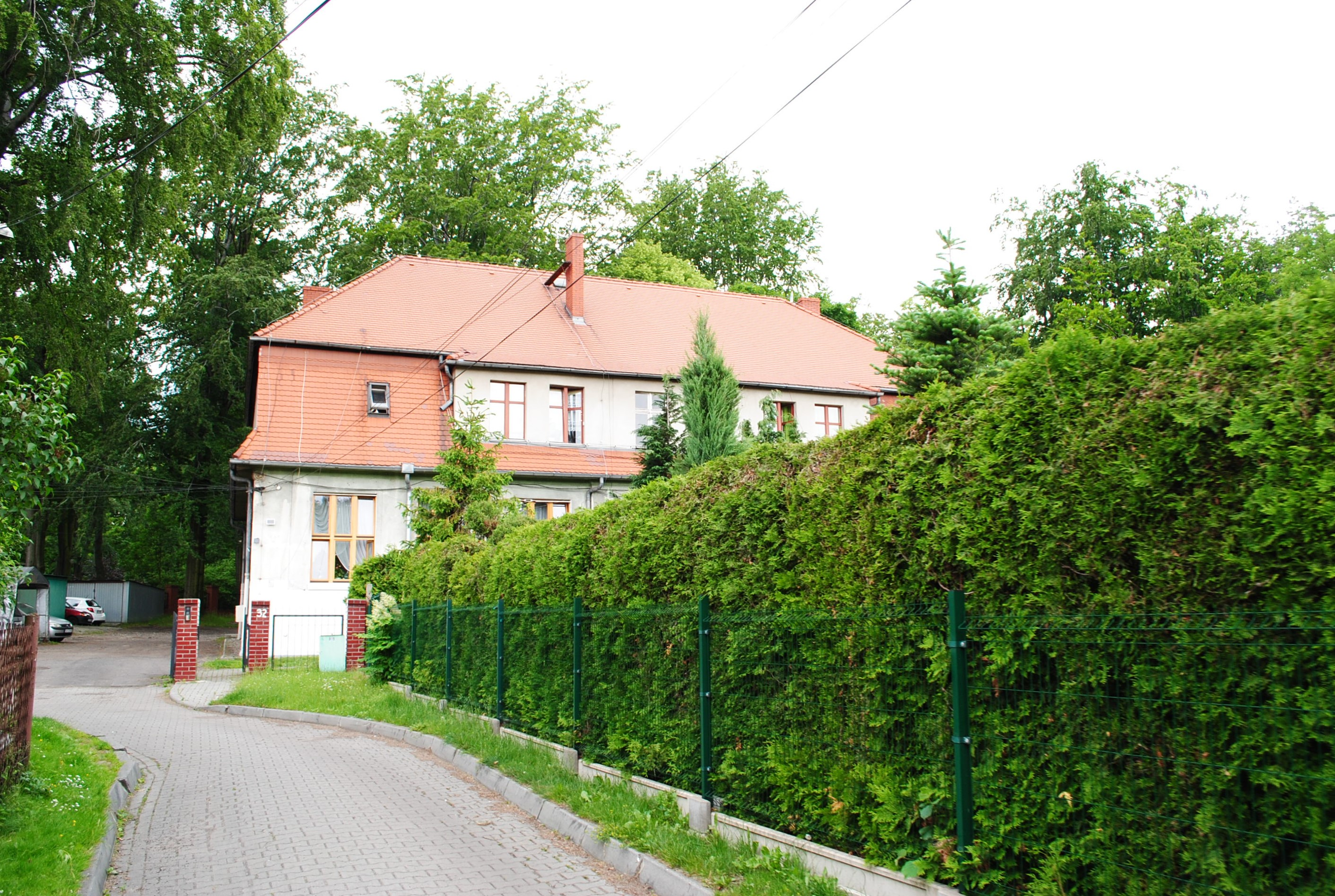
Budynek dawnej szkoły ewangelickiej od strony ul. Przyjaznej

Budynek szkoły ewangelickiej powstał wraz z całym osiedlem patronackim Giszowiec z inicjatywy ówczesnego dyrektora generalnego spółki Georg von Giesches Erben – Antona Uthemanna. Został on zaprojektowany przez Georga i Emila Zillmannów z Charlottenburga koło Berlina. Oddano go do użytku w 1907 roku. Szkoła ewangelicka w budynku specjalnie do tego przeznaczonym przy ówczesnej ulicy Bergtalstraße (obecnie ulica Działkowa) została powołana 1 kwietnia 1917 roku. W pierwszym roku działalność uczęszczało do niej 11 dzieci.
Budynek szkoły ewangelickiej był jednym z trzech obiektów na obszarze dworskim Giszowiec, gdzie zorganizowano plebiscyt 20 marca 1921 roku. W latach międzywojennych dalej funkcjonowała w budynku szkoła ewangelicka. Dzieci uczyły się wówczas w dwóch oddziałach – polskim i niemieckim, a także miały osobnych nauczycieli. W 1937 roku szkołę ewangelicką zlikwidowano. W budynku 4 lutego 1926 roku rozpoczęła działalność ochronka, do którego uczęszczało początkowo 80 dzieci. W późniejszym czasie przeniesiono je do szkoły powszechnej nr 6.
W budynku szkoły ewangelickiej organizowano spotkania stowarzyszeń ewangelickich. 25 lutego 1934 roku odbyło się tu zebranie założycielskie Towarzystwa Polaków Ewangelików. Liczyło ono wówczas 70 członków. 6 września 1934 roku odprawiono w sali zborowej pierwsze nabożeństwo ewangelickie po polsku. W czasie II wojny światowej, w latach 1940–1942 mieszkał w budynku działacz NSDAP i dyrektor szkoły w Giszowcu – Robert Pormann.
Po II wojnie światowej, w związku z potrzebą powstania nowej parafii rzymskokatolickiej w Giszowcu, jedną z propozycji na zorganizowanie tymczasowego kościoła, wysłana pismem przez ks. Alfonsa Tomaszewskiego do Katowickiego Zjednoczenia Przemysłu Węglowego w dniu 24 września 1945 roku, było urządzenie kaplicy w budynku dawnej szkoły ewangelickiej. W budynku działało po II wojnie światowej przedszkole. W latach 50. XX wieku przeniesiono je do dawnej willi dyrektora kopalni „Giesche”.
Piętro budynku zostało zajęte przez nauczycieli, a z powodu problemów z salami lekcyjnymi w budynku dawnej szkoły katolickiej, na parterze urządzono ponownie sale lekcyjne, w tym pracownię biologiczna. Po przeniesieniu Szkoły Podstawowej nr 54 do budynku przy ul. Wojciecha we wrześniu 1978 roku, sale klasowe przekształcono w mieszkania. Budynek ten obecnie nadal pełni funkcje mieszkalne.